# خرگوشک فرچه‌ای
خرگوشک فرچه‌ای (نام علمی: Sylvilagus bachmani) نام یک گونه از سرده خرگوشک دم‌پنبه‌ای است.